# 千里馬
千里馬（チョルリマ、チョンリマ、朝鮮語: 천리마）とは、朝鮮の伝説上の馬。漢文で「名馬」を意味する概念が土着化したもの。翼を持ち、一日に千里を駆けるという。「チョンリマ」と発音されることがあるが、朝鮮語にはパッチムによる流音化があるため発音は「チョルリマ」のほうが近い。

## 概要
「千里馬」という言葉自体は、中国をはじめ漢字圏全体に古くからある。（例:『史記』巻24の「汗血馬」についての説明や、ことわざ「千里の馬は常に有れども、伯楽は常には有らず」）
北朝鮮の「千里馬運動」において、民族主義および社会主義体制の象徴、プロパガンダの材料として喧伝された。平壌の万寿台には千里馬の銅像がある。万寿台大記念碑にある金日成の巨大銅像の向かって右側にあり、すぐ下を走る勝利通りを見下ろしている。